# Filippo Ganna
Filippo Ganna (Verbania, 25 juli 1996) is een Italiaanse wielrenner die sinds 2019 rijdt voor INEOS Grenadiers. Hij werd in 2020 en 2021 wereldkampioen tijdrijden.

## Carrière
In 2012 werd Ganna Italiaans kampioen, dit in het tijdrijden bij de nieuwelingen. Een jaar later bij de junioren werd Ganna derde op het nationaal kampioenschap tijdrijden, achter Seid Lizde en Giovanni Carboni. Om nog een jaar later wel de juniorentitel te pakken. In datzelfde jaar werd hij op zowel de Europese- als de wereldkampioenschappen voor junioren vierde in de tijdrit. Beide wedstrijden werden gewonnen door Lennard Kämna.
In 2015 werd Ganna met de Italiaanse selectie onder andere vierde in de ploegentijdrit van de ZLM Roompot Tour. In augustus van dat jaar begon Ganna aan zijn stageperiode bij Lampre-Merida. Tijdens die stageperiode tekende hij een tweejarig contract voor 2017 en 2018. Zijn eerste overwinning van het seizoen behaalde hij in september door de Chrono Champenois, een tijdrit over ruim 33 kilometer, sneller af te leggen dan Vegard Stake Laengen en Davide Martinelli.
Het seizoen 2016 begon voor Ganna in de Grote Prijs van de Etruskische Kust waarin hij op plek 68 eindigde. In zijn tweede koers was hij succesvoller: hij won de GP Laguna Poreč voor de Slovenen David Per en Domen Novak. Eind mei won hij de beloftenversie van Parijs-Roubaix door na een aanval in de finale solo over de eindstreep te komen. Bijna een maand later werd hij nationaal beloftenkampioen tijdrijden, door het 25 kilometer lange parcours vijf seconden sneller af te leggen dan Giovanni Carboni. In de individuele tijdrit van de Ronde van de Toekomst werd hij zevende. Op het Europese kampioenschap werd Ganna, achter Lennard Kämna, tweede in de tijdrit. Drie dagen later eindigde hij op de zesde plaats in de wegwedstrijd. Op het wereldkampioenschap tijdrijden werd hij veertiende, ruim anderhalve minuut langzamer dan winnaar Marco Mathis.
In 2017 werd Ganna prof bij UAE Team Emirates. Zijn debuut maakte hij in de Ronde van San Juan, waar hij in de tijdrit op plek 21 eindigde. Later dat jaar werd hij onder meer vijfde in de tijdrit in de Ronde van Californië en negende in de tijdrit tijdens de Europese kampioenschappen. Zijn tweede seizoen bij de ploeg startte Ganna wederom in de Ronde van San Juan. In de derde etappe, een tijdrit over 14,4 kilometer, eindigde hij achter Ryan Mullen op de tweede plaats. Dankzij die klassering nam hij wel de witte leiderstrui over van Román Villalobos. Twee dagen later verloor hij die trui aan de latere eindwinnaar Gonzalo Najar. Wel behield hij de leiding in het puntenklassement, dat hij na zeven etappes ook op zijn naam zou schrijven.
In 2019 stapte de Italiaan over naar Team INEOS. Namens deze ploeg won hij in het voorjaar de eerste etappe, een individuele tijdrit over 8,9 kilometer, van de Ronde van de Provence. Ganna eindigde negen seconden voor de Nederlander Sebastian Langeveld. Hij werd tevens Italiaans kampioen tijdrijden. Hij was in Parma slechts een fractie van een seconde sneller dan Alberto Bettiol.

## Wereldrecords

### Individuele achtervolging
Ganna heeft tijdens de Wereldbeker in Minsk het wereldrecord op de individuele achtervolging twee keer aangescherpt. In de halve finale deed hij 4.04,252 minuut over de vier kilometer. Deze tijd verbeterde hij tijdens de finale tot 4.02,647. Tijdens het door hem gewonnen Wereldkampioenschap achtervolging van 2020 in Berlijn verbeterde hij in de kwalificatie zijn eigen wereldrecord tot 4.01,934.
| Tijd     | Datum      | Event               | Velodroom                              |
| -------- | ---------- | ------------------- | -------------------------------------- |
| 4:04.252 | 02-11-2019 | Wereldbeker         | Minsk Arena                            |
| 4:02.647 | 02-11-2019 | Wereldbeker         | Minsk Arena                            |
| 4:01.934 | 28-02-2020 | Wereldkampioenschap | Velodrom                               |
| 3:59.636 | 14-10-2022 | Wereldkampioenschap | Vélodrome de Saint-Quentin-en-Yvelines |

### Werelduurrecord
Op 8 oktober 2022 legde Ganna op de wielerbaan van Grenchen in Zwitserland in één uur 56,792 kilometer af op een 3D-geprinte fiets. Hij had er 229 rondes voor nodig. Het vorige UCI werelduurrecord voor mannen stond op naam van de Britse Daniel Bigham met 55,548 km.
De 3D-fiets Pinarello Bolide F HR 3D was gemaakt van Scalmalloy, een legering van scandium, aluminium en magnesium. Het Belgisch bedrijf Materialise uit Leuven printte de zadelklem. Het fietskader, de fietsvork en de zadelpen werden ge-3D-print door het Brits bedrijf Metron Advanced Equipment.

## Palmares

### Baanwielrennen
| Jaar     | NK                                   | EK                                   | WK                                   | OS                   | WB | Overig                     |
| Junioren | Junioren                             | Junioren                             | Junioren                             | Junioren             | Junioren | Junioren                   |
| -------- | ------------------------------------ | ------------------------------------ | ------------------------------------ | -------------------- | --- | -------------------------- |
| 2013     | achtervolging · ploegenachtervolging |                                      |                                      |                      | |                            |
| 2014     | achtervolging                        |                                      |                                      |                      | |                            |
| Beloften |                                      |                                      |                                      |                      | |                            |
| 2016     |                                      | achtervolging · ploegenachtervolging |                                      |                      | |                            |
| Elites   |                                      |                                      |                                      |                      | |                            |
| 2015     | achtervolging                        |                                      |                                      |                      | |                            |
| 2016     |                                      | achtervolging · ploegenachtervolging | achtervolging                        |                      | | Fiorenzuola: achtervolging |
| 2017     |                                      | achtervolging · ploegenachtervolging | achtervolging · ploegenachtervolging |                      | Pruszków: · ploegenachtervolging                                                                                    |                            |
| 2018     |                                      | ploegenachtervolging                 | achtervolging · ploegenachtervolging |                      | St.-Quentin-en-Yvelines: · ploegenachtervolging                                                                     |                            |
| 2019     |                                      | ploegenachtervolging                 | achtervolging                        |                      | Hong Kong: · ploegenachtervolging · Minsk: · achtervolging · ploegenachtervolging · Glasgow: · ploegenachtervolging |                            |
| 2020     |                                      |                                      | achtervolging · ploegenachtervolging |                      | |                            |
| 2021     |                                      |                                      | ploegenachtervolging · achtervolging | ploegenachtervolging | |                            |
| 2022     |                                      |                                      | achtervolging · ploegenachtervolging |                      | | Werelduurrecord            |
| 2023     |                                      | ploegenachtervolging                 | achtervolging · ploegenachtervolging |                      | |                            |
| 2024     |                                      |                                      |                                      | ploegenachtervolging | |                            |

### Wegwielrennen

#### Overwinningen
2015 - 1 zege
Chrono Champenois (ITT)
2016 - 1 zege
GP Laguna Poreč
2019 - 3 zeges
1e etappe Ronde van de Provence (ITT)
 Italiaans kampioen tijdrijden, Elite
6e etappe BinckBank Tour (ITT)
2020 - 7 zeges
 Italiaans kampioen tijdrijden, Elite
8e etappe Tirreno-Adriatico (ITT)
 Wereldkampioen tijdrijden, Elite
1e (ITT), 5e, 14e etappe (ITT) en 21e etappe (ITT) Ronde van Italië
2021 - 6 zeges
4e en 5e etappe (ITT) Ster van Bessèges
2e etappe (ITT) Ronde van de Verenigde Arabische Emiraten
1e etappe (ITT) en 21e etappe (ITT) Ronde van Italië
 Europees kampioenschap gemengde ploegenestafette
 Wereldkampioen tijdrijden, Elite
2022 - 6 zeges
5e etappe (ITT) Ster van Bessèges
Proloog (ITT) Ronde van de Provence
1e etappe (ITT) Tirreno-Adriatico
4e etappe (ITT) Critérium du Dauphiné
 Italiaans kampioen tijdrijden, Elite
Proloog (ITT) Ronde van Duitsland
2023 - 6 zeges
1e etappe (ITT) Tirreno-Adriatico
 Italiaans kampioen tijdrijden, Elite
1e en 4e (ITT) etappe Ronde van Wallonië
Eindklassement Ronde van Wallonië
10e etappe (ITT) Ronde van Spanje
2024 - 3 zeges
14e etappe (ITT) Ronde van Italië
 Italiaans kampioen tijdrijden, Elite
4e etappe Ronde van Oostenrijk
 Wereldkampioenschap tijdrijden, elite
2025 - 2 zeges
1e etappe Tirreno-Adriatico (ITT)
 Italiaans kampioen tijdrijden, Elite

#### Resultaten in voornaamste wedstrijden
| Jaar | Ronde van Italië | Ronde van Frankrijk | Ronde van Spanje |
| ---- | ---------------- | ------------------- | ---------------- |
| 2017 |                  |                     |                  |
| 2018 |                  |                     |                  |
| 2019 |                  |                     |                  |
| 2020 | 61e (4)          |                     |                  |
| 2021 | 118e (2)         |                     |                  |
| 2022 |                  | 95e                 |                  |
| 2023 | opgave           |                     | 104e (1)         |
| 2024 | 101e (1)         |                     |                  |
| 2025 |                  | opgave              |                  |

| Jaar | Milaan-San Remo | Gent-Wevelgem | Ronde van Vlaanderen | Parijs-Roubaix | Ronde van Lombardije |  | Wereldranglijsten     |
| ---- | --------------- | ------------- | -------------------- | -------------- | -------------------- |  | --------------------- |
| 2017 |                 | opgave        |                      |                |                      |  | 2296e (UWR)           |
| 2018 | 161e            | 41e           | opgave               | buit.tijd      |                      |  | 368e (UWT) 581e (UWR) |
| 2019 | 114e            | opgave        | 98e                  | opgave         |                      |  | 156e (UWR)            |
| 2020 | 74e             |               |                      |                |                      |  | 28e (UWR)             |
| 2021 | 64e             |               |                      |                |                      |  | 53e (UWR)             |
| 2022 | 51e             |               |                      | 35e            |                      |  | 137e (UWR)            |
| 2023 | ↑               | opgave        |                      | 6e             | 117e                 |  | 15e (UWR)             |
| 2024 | 40e             |               |                      |                |                      |  |                       |
| 2025 | ↑               |               | 8e                   | 13e            |                      |  |                       |

### Resultaten in kleinere rondes
| Jaar | Ronde van San Juan | Tour Down Under | UAE Tour | Tirreno-Adriatico | Ronde van Romandië | Ronde van Californië | Critérium du Dauphiné | Ronde van Zwitserland | Benelux Tour |
| ---- | ------------------ | --------------- | -------- | ----------------- | ------------------ | -------------------- | --------------------- | --------------------- | ------------ |
| 2017 | 64e                |                 |          | 148e              |                    | 109e                 |                       |                       | opgave       |
| 2018 | ↑                  |                 | 37e      | 132e              |                    | 63e                  |                       | opgave                | opgave       |
| 2019 |                    |                 |          | 103e              | 84e                |                      |                       |                       | opgave (1)   |
| 2020 | ↑                  |                 |          | 116e (1)          |                    |                      |                       |                       |              |
| 2021 |                    |                 | 106e (1) | 70e               | 80e                |                      |                       |                       |              |
| 2022 |                    |                 | 64e      | 71e (1)           |                    |                      | 82e (1)               |                       |              |
| 2023 | ↑ (1)              |                 |          | 76e (1)           |                    |                      |                       |                       |              |
| 2024 |                    | 116e            |          | 88e               |                    |                      |                       |                       | opgave       |
| 2025 |                    |                 |          | ↑ (1)             |                    |                      |                       |                       |              |

(*) tussen haakjes aantal individuele etappe-overwinningen

## Ploegen
- 2015 –  Lampre-Merida (stagiair vanaf 1-8)
- 2017 –  UAE Team Emirates[7]
- 2018 –  UAE Team Emirates
- 2019 –  Team INEOS[8]
- 2020 –  Team INEOS
- 2021 –  INEOS Grenadiers
- 2022 –  INEOS Grenadiers
- 2023 –  INEOS Grenadiers
- 2024 –  INEOS Grenadiers
- 2025 –  INEOS Grenadiers

1908: Jones, Kingsbury, Meredith, Payne ·
1920: Magnani, Carli, Ferrario, Giorgetti ·
1924: De Martini, Dinale, Menegazzi, Zucchetti ·
1928: Facciani, Gaioni, Lusiani, Tasselli ·
1932: Pedretti, Borsari, Cimatti, Ghilardi ·
1936: Nizerhy, Charpentier, Goujon, Lapébie ·
1948: Decanali, Adam, Blusson, Coste ·
1952: Morettini, Campana, de Rossi, Messina ·
1956: Gasparella, Domenicali, Faggin, Gandini ·
1960: Vigna, Arienti, Testa, Vallotto ·
1964: Streng, Claesges, Henrichs, Link ·
1968: Lyngemark, Olsen, Asmussen, Jensen ·
1972: Schumacher, Colombo, Haritz, Hempel ·
1976: Vonhof, Braun, Lutz, Schumacher ·
1980: Manakov, Movtsjan, Ossokin, Petrakov ·
1984: Grenda, Turtur, Nichols, Woods ·
1988: Jekimov, Kasputis, Neljoebin, Oemaras ·
1992: Fulst, Glöckner, Lehmann, Steinweg ·
1996: Capelle, Ermenault, Monin, Moreau ·
2000: Fulst, Bartko, Becke, Lehmann ·
2004: Brown, McGee, Lancaster, Roberts ·
2008: Clancy, Manning, Thomas, Wiggins · 
2012: Burke, Clancy, Kennaugh, Thomas · 
2016: Burke, Clancy, Doull, Wiggins · 
2020: Consonni, Ganna, Lamon, Milan · 
2024:  Bleddyn, Welsford, Leahy, O'Brien
Bonifazio · Bono · Cattaneo · Cimolai · Conti · M. Costa · R. Costa · Đurasek · Feng · Ferrari · Grmay · Kasjavy · Modolo · Mori · Niemiec · Oliviera · Pibernik · Plaza · Polanc · Pozzato · Richeze · Serpa · Ulissi · Valls · Xu · Ganna (stagiair) · Pacioni (stagiair) · Ravasi (stagiair)
Aït el Abdia · Atapuma · Bono · Consonni · Conti · Costa · Đurasek · Ferrari · Ganna · Guardini · Kump · Laengen · Marcato · Meintjes · Mirza · Modolo · Mohorič · Mori · Niemiec · Petilli · Polanc · Ravasi · Swift · Troia  · Ulissi · Zurlo · Lizde (stagiair) · Raboesjenka (stagiair) · Romano (stagiair)
Aït el Abdia · Aru · Atapuma · Bono · Bystrøm · Consonni · Conti · Costa · Đurasek · Ferrari · Ganna · Kristoff  · Laengen · Marcato · Martin · Mirza · Mori · Niemiec · Petilli · Polanc · Ravasi · Raboesjenka · Sutherland · Swift · Troia  · Ulissi
van Baarle · Basso · Bernal · Castroviejo · de la Cruz · Doull · Dunbar · Elissonde · Froome · Ganna · Geoghegan Hart · Gołaś · Halvorsen · Seb. Henao · Kiryjenka · Knees · Kwiatkowski · Lawless · Moscon · Narváez · Poels · Puccio · Rosa · Rowe · Sivakov · Sosa · Stannard · Swift · Thomas
Amador · Basso · Bernal · Carapaz  · Castroviejo · Dennis   · Doull · Dunbar · Froome · Ganna   · Geoghegan Hart · Gołaś · Hayter · Henao · Kiryjenka (t/m 31 januari) · Knees · Kwiatkowski · Lawless · Moscon · Narváez · Puccio · Rivera · Rodriguez · Rowe · Sivakov · Sosa · Stannard · Swift · Thomas · Van Baarle · Wurf (vanaf 1 februari)
Amador · Van Baarle · Basso · Bernal · Carapaz  · Castroviejo · De Plus · Dennis · Doull · Dunbar · Ganna     · Geoghegan Hart · Gołaś · Hayter · Henao · Kwiatkowski · Martínez · Moscon · Narváez · Pidcock (vanaf 1 februari) · Porte ·  Puccio · Rivera · Rodriguez · Rowe · Sivakov · Sosa · Swift · Thomas · Wurf · Yates · Plapp (stagiair)
Amador · Bernal · Carapaz  · Castroviejo · De Plus · Dunbar · Fraile · Ganna   · Geoghegan Hart · E. Hayter · Heiduk · Kwiatkowski · Martínez · Narváez · Pidcock · Plapp · Porte ·  Puccio · Rivera · Rodriguez · Rowe · Sheffield · Sivakov · Swift · Thomas · Tulett · Turner · Van Baarle · Viviani · Wurf · Yates · L. Hayter (stagiair)
- Virtual International Authority File: 7403162422755832460005